# Reuleung Karieng
Reuleung Karieng is een bestuurslaag in het regentschap Aceh Besar van de provincie Atjeh, Indonesië. Reuleung Karieng telt 185 inwoners (volkstelling 2010).